# Игра в убийство
«Игра в убийство» (англ. The Murder Game) — низкобюджетный американский слэшер 2006 года режиссёра Роберта Харари. Премьера фильма состоялась 3 мая 2006 года.

## Сюжет
Группа подростков-лентяев в составе восьми человек, насмотревшись молодёжных фильмов ужасов, придумала себе игру — слэшер. Согласно заповедям поджанра фильмов ужасов один из участвующих является убийцей, задачей которого является убить всех остальных. Наигравшись вдоволь в гостях у одного из подростков и доведя родителей до белого каления, подростки решают сделать что-то серьёзнее и ночью отправляются на склад одного из родителей подростков. К компании прибавляется ещё один человек — Коллин, двоюродный брат одной из девушек. На складе компания решает сыграть в эту же игру уже в больших масштабах. Однако по ходу игры появляется реальный убийца, совершающий реальные убийства.

## В ролях
| Актёр           | Роль   |
| --------------- | ------ |
| Кэти Серк       | Триш   |
| Стив Политс     | Эрик   |
| Сэмюэл Клейн    | Коллин |
| Ариана Алмаджан | Кэрри  |

## Художественные особенности
Ввиду своего низкого бюджета актёрская игра является посредственной, действие происходит в нескольких декорациях (в большинстве своём на территории складского помещения), специальные эффекты также весьма дёшевы.